# Hagengebirge
Hagengebirge är en bergskedja i Österrike.   Den ligger i förbundslandet Salzburg, i den centrala delen av landet, 260 km väster om huvudstaden Wien.
I omgivningarna runt Hagengebirge växer i huvudsak blandskog. Runt Hagengebirge är det ganska glesbefolkat, med 45 invånare per kvadratkilometer.